# 多蘭 (印第安納州)
多蘭（英語：Dolan）是位於美國印地安納州門羅縣的一個非建制地區。該地的面積和人口皆未知。